# Marathon van Eindhoven 1994
De marathon van Eindhoven 1994 werd gelopen op zondag 9 oktober 1994. Het was de elfde editie van deze marathon.
De Ethiopiër Aiduna Aitnafa kwam bij de mannen als eerste over de streep in 2:11.37. De eerst aankomende vrouw was de Nederlandse Jeanne Jansen met een tijd van 2:45.03.

## Uitslagen

### Mannen
| rang   | naam                | land | tijd    |
| ------ | ------------------- | ---- | ------- |
| Goud   | Aiduna Aitnafa      | ETH  | 2:11.37 |
| Zilver | Vladimir Kotov      | BLR  | 2:11.43 |
| Brons  | Tekeye Gebrselassie | ETH  | 2:11.45 |
| 4      | Piotr Poblocki      | POL  | 2:13.25 |
| 5      | Ronny Ligneel       | BEL  | 2:13.58 |
| 6      | Gino Deleu          | BEL  | 2:14.09 |
| 7      | Simon Quamunga      | TAN  | 2:14.12 |
| 8      | Mohamed Salmi       | ALG  | 2:14.38 |
| 9      | Sergey Romanchuk    | UKR  | 2:14.46 |
| 10     | Getaneh Tessema     | ETH  | 2:14.58 |
| 11     | Slawomir Kapinski   | POL  | 2:15.53 |
| 12     | Yuriy Pavlov        | RUS  | 2:15.58 |
| 13     | Chris Verbeeck      | BEL  | 2:16.59 |
| 14     | Peter Fleming       | SCO  | 2:17.33 |
| 15     | Barnabas Qamunga    | TAN  | 2:18.13 |
| 16     | Jos Sasse           | NED  | 2:18.19 |
| 17     | Warren Petterson    | RSA  | 2:19.37 |
| 18     | Cor Saelmans        | BEL  | 2:19.39 |
| 19     | Yuriy Kuzmin        | RUS  | 2:19.59 |

### Vrouwen
| rang   | naam                    | land | tijd    |
| ------ | ----------------------- | ---- | ------- |
| Goud   | Jeanne Jansen           | NED  | 2:45.03 |
| Zilver | Mieke Aanen             | NED  | 2:46.01 |
| Brons  | Marianne Knapen         | NED  | 2:57.04 |
| 4      | Rita Dhooghe            | BEL  | 2:57.39 |
| 5      | Yvonne Ketelaars        | NED  | 2:59.22 |
| 6      | Marion van der Weerdonk | NED  | 2:59.35 |

1959 ·
1960 ·
1982 ·
1984 ·
1986 ·
1988 ·
1990 ·
1991 ·
1992 ·
1993 ·
1994 ·
1995 ·
1996 ·
1997 ·
1998 ·
1999 ·
2000 ·
2001 ·
2002 ·
2003 ·
2004 ·
2005 ·
2006 ·
2007 ·
2008 ·
2009 ·
2010 ·
2011 ·
2012 ·
2013 ·
2014 ·
2015 ·
2016 ·
2017 ·
2018 ·
2019 ·
2020 ·
2021 ·
2022 ·
2023 ·
2024 ·
2025